# Nekrolog 1678
Nekrolog
◄◄
| ◄
| 1674
| 1675
| 1676
| 1677
| 1678 | 1679 | 1680 | 1681 | 1682 | ► | ►►
Weitere Ereignisse | Allgemeiner Nekrolog 1678
Die Beschreibung der verstorbenen Person sollte so kurz wie möglich gehalten sein und nur deren signifikante Tätigkeit(en) enthalten.
Neue Namen ggf. auch unter dem Geburts- und Sterbedatum, also etwa unter 1. Januar und im Geburts- und Sterbejahr (2024) eintragen (nur bei entsprechender großer Wichtigkeit). Für Beispiele siehe die schon vorhandenen Artikel.
Außerdem über die fünf zuletzt Verstorbenen, zu denen es einen ausreichend guten Artikel für eine Präsentation auf der Hauptseite gibt, nach der todesbedingten Überarbeitung der Artikel ggf. auch unter Wikipedia Diskussion:Hauptseite informieren und sie am besten auch in den anderen Wikipedia-Sprachversionen eintragen. Tipp: Regelmäßig bei news.google.de nach „ist tot“, „gestorben“ oder „verstorben“ suchen.
Wenn eine Person gestorben ist, gibt es viele Seiten zu dieser Person in der Wikipedia, die davon auch betroffen sind und entsprechend aktualisiert werden müssen. Beispiele: Namenübersichtsseite, Geburtsjahr, Geburtsort-Seiten und viele mehr.
Wie finde ich die betroffenen Seiten?
Im Suchfeld auf der linken Seite gibt man den Suchbegriff so ein: „Vorname Nachname“. Dann klickt man auf Volltext und alle Seiten mit entsprechendem Suchtext werden aufgerufen. Hier sieht man dann schnell, wo auch das Todesjahr Sinn macht oder sogar ein Teil des Artikels angepasst werden muss. Auch hilft das „Werkzeug“ auf der linken Seite sehr gut, um solche Seiten aufzufinden: „Links auf diese Seite“. Somit ist die Wikipedia wieder aktuell in allen Bereichen! Hinweis: bei Eintragung der Kategorie „Gestorben JAHR“ wird der Missbrauchsfilter 49 ausgelöst, was jedoch nicht schlimm ist. Siehe: Spezial:Missbrauchsfilter/49
Dies ist eine Liste von im Jahr 1678 verstorbenen bekannten Persönlichkeiten. Die Einträge erfolgen innerhalb der einzelnen Daten alphabetisch sortiert. Tiere sind im Nekrolog für Tiere zu finden.

## Januar
| Tag        | Name                            | Beruf, bekannt als | Alter | Beleg |
| ---------- | ------------------------------- | --- | ----- | ----- |
| 6. Januar  | Hasso Adam von Wedel-Neuwedell  | kurbrandenburgischer Gesandter | 55    |       |
| 7. Januar  | Johann Flittner                 | deutscher lutherischer Geistlicher, Kirchenlieddichter und Komponist                                                                          | 59    |       |
| 8. Januar  | Detlef von Rumohr               | deutsch-dänischer Gutsherr und Generalmajor                                                                                                   |       |       |
| 11. Januar | Ferrante III. Gonzaga           | Herzog von Guastalla | 59    |       |
| 11. Januar | Heinrich von Uffeln             | landgräflich hessen-kasselscher Generalwachtmeister, kurbrandenburgischer Generalmajor und brandenburg-lüneburgischer Generalfeldwachtmeister |       |       |
| 13. Januar | Heinrich Michaelis              | deutscher Jurist und Syndikus | 50    |       |
| 16. Januar | Bogislaw von Schwerin           | kurbrandenburgischer Kammerherr, Geheimer Kriegsrat und Offizier, zuletzt Generalmajor                                                        | 55    |       |
| 23. Januar | Matthias Wrede                  | deutscher Kaufmann und Stifter | 63    |       |
| 25. Januar | Joan Maetsuycker                | Generalgouverneur von Niederländisch-Indien                                                                                                   | 71    |       |
| 27. Januar | Maria Overlander van Purmerland | Person des Goldenen Zeitalters der Niederlande                                                                                                | 74    |       |
| 29. Januar | Giulio Carpioni                 | italienischer Barockmaler und Radierer |       |       |
| 29. Januar | Jerónimo Lobo                   | portugiesischer Forschungsreisender, Jesuit und Missionar                                                                                     |       |       |

## Februar
| Tag         | Name                          | Beruf, bekannt als                                               | Alter | Beleg |
| ----------- | ----------------------------- | ---------------------------------------------------------------- | ----- | ----- |
| 1. Februar  | Timotheus Ritzsch             | deutscher Buchdrucker, Buchhändler und Erfinder der Tageszeitung | 64    |       |
| 7. Februar  | Cölestin Pestaluz             | Abt des ehemaligen Benediktinerstiftes Gleink                    | 69    |       |
| 11. Februar | Leone Matina                  | Professor, Abt, Gelehrter                                        |       |       |
| 16. Februar | Lorenz Christoph von Somnitz  | kurbrandenburgischer Beamter und Staatsmann                      | 65    |       |
| Februar     | Bogislaw Philipp von Chemnitz | deutsch-schwedischer Staatsrechtler und Historiker               | 72    |       |

## März
| Tag      | Name                      | Beruf, bekannt als                            | Alter | Beleg |
| -------- | ------------------------- | --------------------------------------------- | ----- | ----- |
| 2. März  | Michael Kirsten           | deutscher Mediziner, Mathematiker und Dichter | 58    |       |
| 7. März  | Johann Ernst Noricus      | deutscher Rechtsgelehrter                     | 43    |       |
| 13. März | Samuel von Butschky       | populärphilosophischer Schriftsteller         |       |       |
| 16. März | Elias Dittrich            | Bürgermeister von Görlitz                     | 68    |       |
| 23. März | Cornelis Gerritsz. Decker | niederländischer Maler                        |       |       |
| 29. März | Pierre Daret              | französischer Maler und Kupferstecher         |       |       |

## April
| Tag       | Name                       | Beruf, bekannt als                           | Alter | Beleg |
| --------- | -------------------------- | -------------------------------------------- | ----- | ----- |
| 5. April  | Claude Hardy               | französischer Mathematiker, Linguist, Jurist |       |       |
| 5. April  | Kaspar Zuccalli            | Schweizer Architekt und Baumeister           |       |       |
| 20. April | Chiara Margarita Cozzolani | italienische Komponistin                     | 75    |       |
| 22. April | Sebastiano Mazzoni         | italienischer Maler                          |       |       |
| 24. April | Ludwig VI.                 | Landgraf von Hessen-Darmstadt                | 48    |       |
| 30. April | Sigismondo Chigi           | italienischer Kardinal                       |       |       |

## Mai
| Tag     | Name                                  | Beruf, bekannt als                                                                | Alter | Beleg |
| ------- | ------------------------------------- | --------------------------------------------------------------------------------- | ----- | ----- |
| 2. Mai  | Detlev Lütken                         | königlich dänischer Oberst und Chef des Oldenburger National Infanterie-Regiments |       |       |
| 3. Mai  | Bernhard                              | Herzog des Herzogtums Sachsen-Jena                                                | 40    |       |
| 3. Mai  | Zacharias Prueschenck von Lindenhofen | deutscher Jurist, Staatsmann und Minister                                         | 68    |       |
| 4. Mai  | Anna Maria von Schürmann              | niederländisch-deutsche Künstlerin, Theologin, Universalgelehrte                  | 70    |       |
| 16. Mai | Johann Georg Bindrim                  | deutscher evangelischer Theologe                                                  | 27    |       |
| 21. Mai | Joachim Enzmilner                     | Vertreter der Gegenreformation in den ober- und niederösterreichischen Landen     | 78    |       |
| 24. Mai | Caspar Albhard                        | deutscher Jurist                                                                  | 42    |       |
| 24. Mai | Christoph Pincker                     | sächsischer Jurist und Bürgermeister von Leipzig                                  | 58    |       |
| 26. Mai | Clau Maissen                          | Bündner Landammann und Landrichter                                                |       |       |
| 28. Mai | Daniel Herz                           | deutsch-österreichischer Orgelbauer                                               | 59    |       |
| 30. Mai | Daniel Lagus                          | deutscher Theologe und Naturwissenschaftler                                       |       |       |

## Juni
| Tag     | Name                           | Beruf, bekannt als                                                                                     | Alter | Beleg |
| ------- | ------------------------------ | --- | ----- | ----- |
| 2. Juni | Bonifaz Negele                 | Ordensgeistlicher, Abt des Benediktinerstiftes Kremsmünster                                            | 70    |       |
| 2. Juni | Richardus Petri                | Prediger, Navigationslehrer                                                                            |       |       |
| 4. Juni | Catherine Charlotte de Gramont | Prinzessin von Monaco und Herzogin de Valentinois, sowie Mätresse des französischen Königs Ludwig XIV. |       |       |
| 7. Juni | Hermann Jung                   | deutscher evangelisch-lutherischer Pastor, Didaktiker und frühpietistischer Chiliast                   |       |       |

## Juli
| Tag      | Name                    | Beruf, bekannt als                           | Alter | Beleg |
| -------- | ----------------------- | -------------------------------------------- | ----- | ----- |
| 6. Juli  | Jobst Hermann           | Graf zur Lippe, Sternberg und Schwalenberg   | 53    |       |
| 12. Juli | Antoine III. de Gramont | französischer Militär und Diplomat           |       |       |
| 26. Juli | Heinrich Reule          | deutscher Zimmermeister                      |       |       |
| 29. Juli | Andrzej Wiszowaty       | polnischer Unitarier, Philosoph und Theologe | 69    |       |

## August
| Tag        | Name                                         | Beruf, bekannt als                                                | Alter | Beleg |
| ---------- | -------------------------------------------- | ----------------------------------------------------------------- | ----- | ----- |
| 2. August  | Nicolaus Jarre                               | Hamburger Bürgermeister und Jurist                                | 74    |       |
| 3. August  | Johann Adolf von Korff gen. Schmising        | Domherr in Münster                                                |       |       |
| 16. August | Andrew Marvell                               | englischer Dichter und Politiker                                  | 57    |       |
| 17. August | Karl Ortlob                                  | deutscher evangelischer Geistlicher, Kirchenlieddichter           | 50    |       |
| 18. August | Wolfgang Adam Lauterbach                     | deutscher Jurist und Hochschullehrer                              | 59    |       |
| 19. August | Stephan Gorlov                               | deutscher Philologe und lutherischer Theologe                     | 58    |       |
| 22. August | Giovanni Battista Falda                      | italienischer Zeichner, Kupferstecher und Drucker                 | 34    |       |
| 25. August | Johannes Coccius                             | niederländischer Philologe und Rhetoriker                         | 51    |       |
| 28. August | John Berkeley, 1. Baron Berkeley of Stratton | englischer royalistischer Militärführer im Englischen Bürgerkrieg |       |       |
| 31. August | Ludwig VII.                                  | Landgraf von Hessen-Darmstadt                                     | 20    |       |
| August     | Jakob von Anthen                             | deutscher Jurist und Oberaltensekretär der Hansestadt Hamburg     |       |       |

## September
| Tag           | Name                            | Beruf, bekannt als                                                              | Alter | Beleg |
| ------------- | ------------------------------- | ------------------------------------------------------------------------------- | ----- | ----- |
| 1. September  | Jan Brueghel der Jüngere        | flämischer Maler                                                                | 76    |       |
| 8. September  | Pietro della Vecchia            | italienischer Maler                                                             |       |       |
| 12. September | Placidus Hieber von Greifenfels | österreichischer Benediktiner-Abt und Politiker                                 | 62    |       |
| 19. September | Neri Corsini                    | italienischer römisch-katholischer Geistlicher, Bischof von Arezzo und Kardinal | 54    |       |
| 20. September | Antonio Masini                  | italienischer Kapellmeister                                                     |       |       |
| 19. September | Christoph Bernhard von Galen    | Fürstbischof von Münster                                                        | 71    |       |
| 28. September | Maurizio Cazzati                | italienischer Komponist des Barock                                              | 62    |       |

## Oktober
| Tag         | Name                        | Beruf, bekannt als                                | Alter | Beleg |
| ----------- | --------------------------- | ------------------------------------------------- | ----- | ----- |
| 1. Oktober  | Peter Leycester             | englischer Antiquar und Historiker                | 64    |       |
| 1. Oktober  | Paul Zincke                 | Dresdner Ratsherr und Bürgermeister               | 70    |       |
| 2. Oktober  | Wu Sangui                   | chinesischer Befehlshaber an der Großen Mauer     |       |       |
| 12. Oktober | Pieter Codde                | niederländischer Maler                            | 78    |       |
| 13. Oktober | Caesar van Everdingen       | niederländischer Maler                            |       |       |
| 15. Oktober | Abraham Heidanus            | deutscher reformierter Theologe                   | 81    |       |
| 18. Oktober | Cornelius Galle der Jüngere | niederländischer Kupferstecher                    |       |       |
| 18. Oktober | Jacob Jordaens              | flämischer Maler                                  | 85    |       |
| 19. Oktober | Samuel van Hoogstraten      | niederländischer Maler                            | 51    |       |
| 21. Oktober | Arnold Sijen                | niederländischer Mediziner und Botaniker          | 38    |       |
| 27. Oktober | John Jenkins                | englischer Komponist, Gambenspieler und Lautenist |       |       |
| 28. Oktober | Hans Georg Werdmüller       | Schweizer Militäringenieur                        |       |       |

## November
| Tag          | Name                        | Beruf, bekannt als                                      | Alter | Beleg |
| ------------ | --------------------------- | ------------------------------------------------------- | ----- | ----- |
| 1. November  | Jakob Allet                 | Schweizer Politiker und Offizier                        |       |       |
| 1. November  | William Coddington          | englischer Jurist und Politiker                         |       |       |
| 7. November  | Erasmus Quellinus II.       | niederländischer Maler und Kupferstecher                | 70    |       |
| 10. November | Daniel Zwicker              | Mediziner und sozinianischer Schriftsteller             | 66    |       |
| 12. November | Hermann Löher               | deutscher Bürgermeister, Stadtrat und Schöffe           |       |       |
| 12. November | Johann Caspar Weissenbach   | Schweizer Lyriker und Dramatiker                        | 45    |       |
| 17. November | Moritz von Hertingshausen   | hessischer Hofmarschall und Erbküchenmeister            |       |       |
| 18. November | Giovanni Maria Bononcini    | italienischer Violinist, Komponist und Domkapellmeister |       |       |
| 20. November | Daniel Clasen               | deutscher Rechtswissenschaftler                         | 56    |       |
| 20. November | Karel Dujardin              | niederländischer Maler und Radierer                     |       |       |
| 28. November | Johann Ludwig Faber         | deutscher Kirchenlieddichter                            |       |       |
| 30. November | Andries de Graeff           | Bürgermeister von Amsterdam                             | 67    |       |
| November     | Christopher von Güntersberg | schwedischer Generalmajor und Kommandant in Halmstad    |       |       |

## Dezember
| Tag          | Name                                         | Beruf, bekannt als                                                   | Alter | Beleg |
| ------------ | -------------------------------------------- | -------------------------------------------------------------------- | ----- | ----- |
| 2. Dezember  | Justus Glesker                               | deutscher Bildhauer                                                  |       |       |
| 6. Dezember  | Damian Hartard von der Leyen                 | Erzbischof von Mainz, Bischof von Worms                              | 54    |       |
| 7. Dezember  | Diederich Schrötteringk                      | deutscher Kaufmann und Hamburger Oberalter                           | 81    |       |
| 9. Dezember  | Edward Herbert, 3. Baron Herbert of Chirbury | englischer Adliger und Militär                                       |       |       |
| 9. Dezember  | Robert Nanteuil                              | französischer Kupferstecher und Pastellzeichner                      |       |       |
| 9. Dezember  | Jürgen Ovens                                 | deutscher Maler                                                      |       |       |
| 12. Dezember | Henrick Hooft                                | Bürgermeister von Amsterdam                                          | 61    |       |
| 19. Dezember | Albertus Rusius                              | niederländischer Rechtsgelehrter                                     | 64    |       |
| 20. Dezember | Vincenz Paravicini                           | Schweizer reformierter Geistlicher                                   |       |       |
| 23. Dezember | Samuel Plaster                               | deutscher evangelischer Geistlicher und theologischer Schriftsteller | 60    |       |
| Dezember     | Kenneth Mackenzie, 3. Earl of Seaforth       | schottischer Adliger                                                 |       |       |

## Datum unbekannt
| Tag | Name                                     | Beruf, bekannt als                                                              | Alter | Beleg |
| --- | ---------------------------------------- | ------------------------------------------------------------------------------- | ----- | ----- |
|     | Domenico Ambrogi                         | italienischer Maler und Kupferstecher                                           |       |       |
|     | Johann Georg Franz Braun                 | deutschböhmischer katholischer Kantor, Komponist und Gesangbuchherausgeber      |       |       |
|     | Tullio Cima                              | italienischer Notar, Komponist und Kapellmeister                                |       |       |
|     | Christian Förner                         | deutscher Orgelbauer                                                            |       |       |
|     | Galeazzo Gualdo Priorato                 | italienischer Söldner, Historiker, Geograph und Diplomat                        |       |       |
|     | Gilles Guérin                            | französischer Bildhauer                                                         |       |       |
|     | Johann Baptist Hacque                    | Buchdrucker                                                                     |       |       |
|     | Wolfgang Heimbach                        | norddeutscher Barockmaler                                                       |       |       |
|     | Bernardo de Iturriaza                    | spanischer Jurist, Vizekönig von Peru                                           |       |       |
|     | François-Pierre de La Varenne            | französischer Koch und Autor                                                    |       |       |
|     | Nicolas Marchant                         | französischer Apotheker und Botaniker                                           |       |       |
|     | Johann Gregor Memhardt                   | Militär, Baumeister und Politiker                                               |       |       |
|     | Friedrich Jacob Merck                    | deutscher Apotheker und Gründer der Engel-Apotheke                              |       |       |
|     | Giovanni Antonio Cavazzi da Montecuccolo | italienischer Kapuziner-Missionar, Afrikaforscher                               |       |       |
|     | Józef Naronowicz-Naroński                | polnischer Baumeister und Geodät in preußischen Diensten                        |       |       |
|     | Philipp Andreas Oldenburger              | deutscher Rechtswissenschaftler                                                 |       |       |
|     | Antonio de Pereda                        | spanischer Maler                                                                |       |       |
|     | Willem Piso                              | niederländischer Arzt, früher Tropenmediziner                                   |       |       |
|     | Hieronymus Roth                          | Schöppenmeister und Politiker                                                   |       |       |
|     | Maurus Schräder                          | Abt des Benediktinerklosters Liesborn                                           |       |       |
|     | Otto Marseus van Schrieck                | holländischer Stilllebenmaler                                                   |       |       |
|     | Madeleine de Souvré                      | französische Adlige und Salonière                                               |       |       |
|     | Johann Friedrich Stapel                  | deutscher evangelisch-lutherischer Geistlicher und Autor von Erbauungsschriften |       |       |
|     | Gillis van Tilborgh                      | flämischer Maler                                                                |       |       |
|     | Giacomo Torelli                          | italienischer Maler, Architekt und Bühnenbildner                                |       |       |
|     | Hans Andreas von Uetterodt               | deutscher Marschall                                                             |       |       |